# Casa Ramon Rahola
La Casa Ramon Rahola és una obra del municipi de Roses (Alt Empordà) protegida com a bé cultural d'interès local. Està situada al centre del nucli urbà de la població, en el sector que antigament havia estat la façana de mar, al mig de la plaça de Catalunya.

## Descripció
Es tracta d'un edifici entre mitgeres de planta rectangular, amb pati a la part posterior. Consta de planta baixa i un pis i limita, a banda i banda, amb edificis de quatre plantes. La façana es troba ordenada simètricament seguint els eixos horitzontals que marquen les obertures, totes elles rectangulars i amb marc motllurat. Els elements decoratius estan pintats amb una tonalitat grisa clara. La planta baixa presenta la porta principal centrada i una finestra balconera a cada banda, amb reixa de ferro decorada amb motius florals. La de l'esquerra fou reformada i al seu lloc es va obrir una altra porta. Al primer pis hi ha tres grans finestrals amb sortida a un balcó corregut, amb balustrada a manera de barana, i sustentat per mènsules motllurades. Tant les obertures de la planta baixa com les del pis, llevat de la porta principal, presenten una ornamentació a la part superior de l'emmarcament, consistent en una petita cornisa rematada al centre amb un motiu floral emmarcat per circumferències concèntriques. Al primer pis, en aquesta decoració s'hi afegeixen unes palmetes. El coronament de l'edifici és a base de permòdols amb decoració floral, que suporten una cornisa sobre la qual hi ha una senzilla barana de ferro que delimita l'espai de terrassa superior. Als extrems d'aquesta barana hi ha les escultures de dos caps de lleons.
La construcció es troba arrebossada i pintada de color ocre, amb sòcol a la planta baixa i emmarcament de carreus decorats amb motius geomètrics a les cantonades.

## Història
Aquesta és de les poques cases que es conserven de l'eixample que, al final del segle xix i a principis del XX, va dotar la vila de Roses d'una façana litoral formada per edificis amb una estètica d'acord amb les darreres tendències d'aquell moment. La casa va ser promoguda l'any 1900 per Josep Rahola Berga, eminent polític i empresari rosinc i dissenyada i construïda pels mestres d'obres Àngel Marès Fonseya i el seu fill Joan Marès i Marès seguint un estil eclèctic.
La casa va ser adquirida per l'Ajuntament de Roses el febrer de l'any 2019 per instal·lar-hi l'Arxiu Municipal de Roses.